# Mbulu (huyện)
Mbulu là một huyện thuộc vùng Manyara, Tanzania. Thủ phủ của huyện Mbulu đóng tại Mbulu Mjini. Huyện Mbulu có diện tích 3316 ki lô mét vuông. Đến thời điểm điều tra dân số ngày 25 tháng 8 năm 2002, huyện Mbulu có dân số 237280 người.